# Herbert Aulich
Herbert Aulich (* 12. Januar 1927 in Wüstendorf bei Breslau; † 9. April 2020 in Offenbach am Main) war ein deutscher Maler, Grafiker und Objektkünstler.

## Leben
Herbert Aulich studierte von 1950 bis 1954 an der Werkkunstschule Hannover und nahm gleichzeitig Unterricht bei Carl Buchheister und Erich Wegner. Er hatte 1960 bis 1961 einen Lehrauftrag für „wissenschaftliche Graphik und Illustration“ an der Werkkunstschule Hannover und war für zwei Jahrzehnte an der Volkshochschule Hannover als Dozent tätig. Er illustrierte Bücher des Niedersächsischen Landesmuseums Hannover und lebte zuletzt in Offenbach am Main.
Aulichs Kompositionen sind abstrakt. Er begann mit geometrisch gegliederten Entwicklungsreihen und ging dann über zu asymmetrischen Formen und schuf konstruktivistische Arbeiten. Er gestaltete Glasfenster, Beton- und Metall-Reliefs, Mosaike und Wandbilder. In den letzten Jahren arbeitete er auch mit Fotografien, die er in gezeichnete – teilweise wieder realistische – Strukturen einarbeitete.

## Ehrungen
- 1974: Rosenthal-Studio-Preis
- 1989: Kulturpreis Schlesien des Landes Niedersachsen
- 2003: Lovis-Corinth-Preis der Künstlergilde Esslingen

## Ausstellungen
- 2017: Kubus Hannover
- 2017: Haus der Stadtgeschichte, Offenbach am Main
- 2010/2011: orth für aktuelle Kunst, Offenbach am Main[2]
- 2007: Galerie Stadthalle Gersfeld
- 2007: Kunsthalle Gießen
- 2007: Vonderau Museum Fulda
- 2006: Rumpenheimer Schloss, Offenbach-Rumpenheim
- 1996: Muzeum Architektury, Breslau
- 1996: Landesmuseum Schlesien, Görlitz
- 1997: Stiftung Gerhart-Hauptmann-Haus, Düsseldorf
- 1992: Museum der bildenden Künste, Leipzig